# Pedro sin cola in America
Pedro Sin Cola in America (Pelle Svanslös i Amerikatt en V.O.) es una película de animación sueca de 1985 basada en la serie literaria infantil homónima de Gösta Knutsson.

## Reparto
* Los personajes aparecen listados con su nombre en V.O.
| Actor                 | Personaje                     |
| --------------------- | ----------------------------- |
| Erik Lindgren         | Pelle Svanslös                |
| Ewa Fröling           | Maja Gräddnos                 |
| Ernst-Hugo Järegård   | elaka Måns                    |
| Carl Billquist        | Bill                          |
| Björn Gustafson       | Bull                          |
| Stellan Skarsgård     | Pelle Swanson                 |
| Mille Schmidt         | Filadelfia-Fille              |
| Agneta Prytz          | Gammel-Maja                   |
| Lena-Pia Bernhardsson | Gullan från Arkadien          |
| Charlie Elvegård      | Laban från Observatorielunden |
| Åke Lagergren         | Murre från Skogstibble        |
| Nils Eklund           | Rickard från Rickomberga      |
| Jan Sjödin            | Fritz                         |
| Gunilla Norling       | Frida                         |
| Eddie Axberg          | en råtta                      |